# São Raimundo Esporte Clube (AM)
El São Raimundo Esporte Clube es un club de fútbol de la ciudad de Manaos, en el estado de Amazonas en Brasil. El club fue fundado el 18 de noviembre de 1918 debe su nombre al barrio de São Raimundo de Manaos.

## Historia
En el palmarés del São Raimundo destaca su participación en la Copa Conmebol de 1999 de la cual fue semifinalista. A nivel local obtuvo en siete oportunidades el título del Campeonato Amazonense, torneo donde es uno de los habituales participantes, habiendo participado de la Segunda División Amazonense en tan solo 3 oportunidades (2017.2, 2019 y 2023). Participó además del Campeonato Brasileño de Serie B desde 2000 a 2006, en el Campeonato Brasileño de Serie C desde 1996 a 1999 y en 2007, en 2022 hará su debut en el Campeonato Brasileño de Serie D. En la Copa do Brasil ha participado en las ediciones de 1998, 1999, 2000, 2001, 2002, 2003, 2005, 2007 y 2022.

## Estadio
El equipo disputa sus partidos en el Estadio Ismael Benigno con capacidad para 15.000 personas. En ocasiones manda sus juegos a la Arena da Amazônia con capacidad para 45.000 personas.

## Palmarés
- Campeonato Amazonense: (7)

1961, 1966, 1997, 1998, 1999, 2004, 2006
- Campeonato Amazonense de Segunda División: (1)

2017
- Torneio Seletivo à Copa dos Campeões: (1)

2001
- Torneo Inicio: (4)

1956, 1963, 1998, 2005
- Taça Cidade de Manaus: (1)

2006
- Taça Estado do Amazonas: (1)

2006
- Copa Norte: (3)

1999, 2000 e 2001

## Campañas de destaque
- Copa Conmebol: 3º lugar

(1999)
- Subcampeón Brasileño de Série C:

(1999)
- Subcampeón Copa Norte: 2

(1998, 2002)
- Subcampeón Campeonato Amazonense: 3

(1964, 2000, 2021)

## Entrenadores
- Alberone (julio de 2016-?)[7]
- Paulo Morgado (febrero de 2017)[8]
- Eduardo Clara (marzo de 2017-?)[9]
- Sidney Bento (septiembre de 2017-diciembre de 2017)[10][11]
- Marquinhos Piter (diciembre de 2017-?)[12]
- Marinho (diciembre de 2020-marzo de 2021)[13][14]
- Sérgio Duarte (marzo de 2021-febrero de 2022)[14][15]
- Marinho (interino- febrero de 2022)[15]
- Paulo Morgado (febrero de 2022-presente)[3]

## Jugadores notables
- Delmo[16][17][18]
- Santarém[19]